# Aurotalis similis
Aurotalis similis là một loài bướm đêm trong họ Crambidae.